# Vincent Kehrwand
Vincent Kehrwand, né le 14 février 1803 à Rolle et mort le 1er décembre 1857 dans la même commune, est un avocat, un juge et une personnalité politique suisse, membre de la Gauche Libérale (futur parti radical-démocratique). Il est député du canton de Vaud au Conseil national de 1850 à 1857.

## Biographie
Vincent Kehrwand naît le 14 février 1803 à Rolle, dans le canton de Vaud. Protestant, originaire de Rolle et d'Aarberg, il est le fils d'Henri, receveur de district, et de Susanne Colladon. Il reste célibataire.
Il suit des études de droit à l'académie de Lausanne entre 1822 et 1826, durant lesquelles il devient, dès 1821, membre de la Société estudiantine de Belles-Lettres et, dès 1822, de celle de Zofingue. Il exerce ensuite comme avocat à Nyon, juge au tribunal criminel, juge cantonal entre 1845 et 1851, juge suppléant au Tribunal fédéral entre 1851 et 1854 et substitut du procureur général de 1852 à 1857.

### Carrière politique
Il est député des Radicaux/Gauche Libérale (aile gauche du parti libéral) au Grand Conseil vaudois de 1836 à 1844 et de 1845 à 1846. Il contribue à l'introduction d'un jury dans les affaires criminelles et correctionnelles, ainsi qu'à la réforme du Code de procédure civile. Son élection au Conseil national, de 1850 à 1857, alors qu'il est juge cantonal, est à l'origine d'un durcissement de la loi sur les incompatibilités qui oblige de nombreux fonctionnaires radicaux, devenus inéligibles, à renoncer à leur siège de député,,.

## Liens
- Notice dans un dictionnaire ou une encyclopédie généraliste :   - Dictionnaire historique de la Suisse
- Notices d'autorité :   - VIAF
  - GND